# آندره لدوک
آندره لدوک (فرانسوی: André Leducq‎; ۲۷ فوریهٔ ۱۹۰۴ – ۱۸ ژوئن ۱۹۸۰) دوچرخه‌سوار اهل فرانسه بود.
وی در مسابقات کشوری و بین‌المللی در مجموع برندهٔ ۲ مدال طلا شده‌است.